# Wydarty Żleb

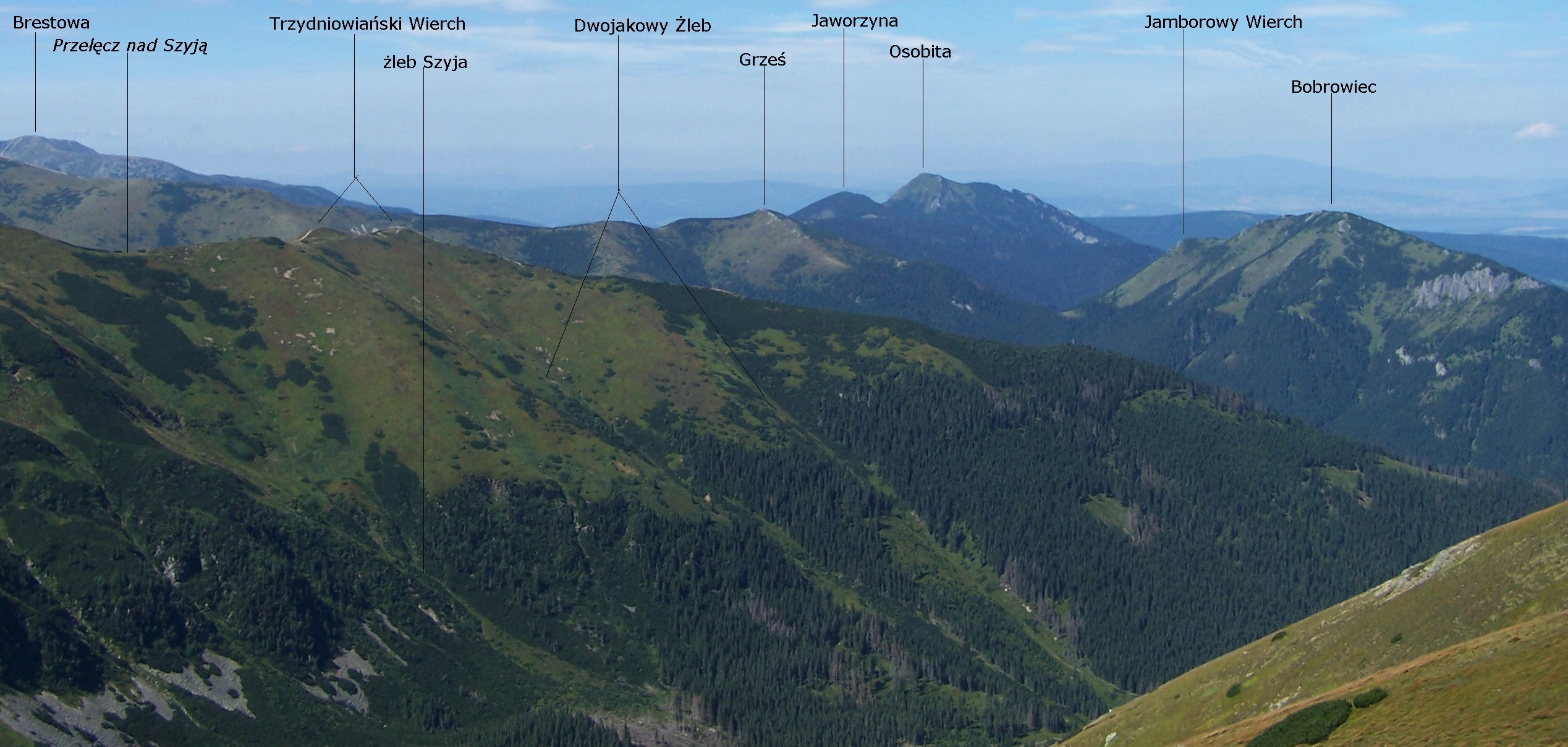
Niepodpisany Wydarty Żleb po prawej stronie Dwojakowego Żlebu

Wydarty Żleb – żleb na wschodnich stokach Trzydniowiańskiego Wierchu w polskich Tatrach Zachodnich. Opada z grzbietu Kulawca do Doliny Starorobociańskiej. Koryto żlebu jest trawiaste i na większej części swojej długości znajduje się w lesie, jedynie w górnej części jego brzegi porasta kosodrzewina. Wylot Wydartego Żlebu znajduje się w tym samym miejscu, co wylot sąsiedniego na południe Dwojakowego Żlebu. Nazwa żlebu pochodzi od dolnej części stoków o nazwie Wydarte. Dawniej okolice żlebu były bardziej trawiaste i były terenami wypasowymi Hali Stara Robota, po zaprzestaniu wypasu stopniowo zarastają lasem i kosodrzewiną.